# Atto di Unione (1707)

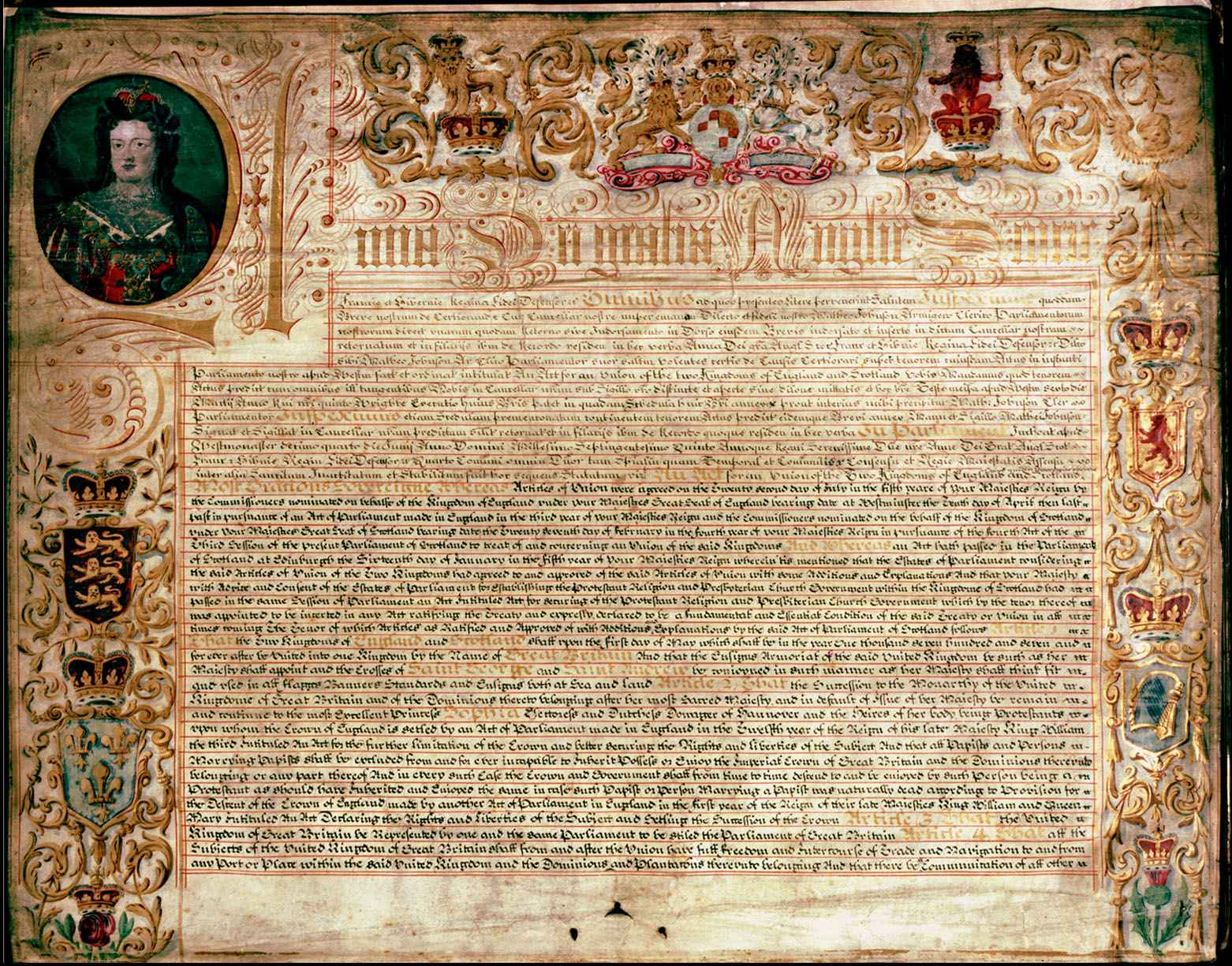
L'Atto di Unione del 1707 fu l'attuazione del Trattato di Unione (nell'immagine) firmato l'anno precedente.

L'Atto di Unione fu costituito da due Atti del Parlamento inglese e scozzese: il cosiddetto Union with Scotland Act 1706, approvato dal Parlamento d'Inghilterra, e il cosiddetto Union with England Act, approvato nel 1707 dal Parlamento di Scozia. Le due leggi misero in pratica i termini del Trattato di Unione che era stato siglato il 22 luglio 1706 a seguito di negoziati tra i commissari rappresentanti i Parlamenti delle due nazioni. Con i due atti, il Regno d'Inghilterra ed il Regno di Scozia, che all'epoca erano stati sovrani separati con Parlamenti separati, ma con lo stesso monarca, furono — citando le parole del Trattato — "uniti in un regno con il nome di Gran Bretagna".
Le due nazioni condividevano il sovrano sin dall'unione delle Corone del 1603, quando Giacomo VI di Scozia ereditò il trono inglese dalla cugina di terzo grado Elisabetta I ed il trono scozzese da sua madre Maria Stuarda. Anche se veniva descritta come Unione delle Corone, fino al 1707 esse rimasero in effetti Corone separate che facevano riferimento allo stesso monarca (in maniera opposta alla creazione di una singola Corona e di un singolo Regno, esemplificato dal successivo Regno di Gran Bretagna). Vi erano stati tre tentativi nel 1606, 1667 e 1689 di unire le due nazioni con Atti del Parlamento, ma fino all'inizio del XVIII secolo le situazioni politiche non permisero la realizzazione dell'idea, anche se per differenti ragioni.
Gli Atti ebbero effetto il 1º maggio 1707; in questa data, il Parlamento di Scozia e il Parlamento d'Inghilterra si unirono per formare il Parlamento di Gran Bretagna, con sede al Palazzo di Westminster a Londra, la sede del Parlamento inglese. Gli Atti furono in seguito chiamati "Unione dei Parlamenti". Sull'unione, lo storico Simon Schama affermò che "ciò che ebbe inizio come un'ostile fusione, finì poi con la piena partecipazione nella più potente entità al mondo ... fu una delle più strabilianti trasformazioni nella storia europea."

## Situazione storica

### Tentativi di unione precedenti
Inghilterra e Scozia furono Stati separati per diversi secoli prima dell'unione, e i tentativi inglesi di sovrastare la forza militare scozzese alla fine del XIII secolo e all'inizio del XIV secolo non ebbero successo. I primi tentativi di unione avvennero al momento della prevista unione delle linee di successione reali di Scozia e Inghilterra; nel tentativo di ottenere il trono scozzese intorno al 1560, Maria Stuarda propose un'unione pacifica tra i due regni.
Inghilterra e Scozia vennero governate dallo stesso re per la prima volta nel 1603, quando Giacomo VI di Scozia divenne anche re d'Inghilterra. Essi rimasero comunque due stati separati fino al 1º maggio 1707.

#### La prima unione degli Stuart

La prima Union flag, creata da Giacomo VI e I, simbolizzante l'unione di Inghilterra e Scozia sotto un'unica Corona.

I primi tentativi di unire i parlamenti di Inghilterra e Scozia furono ad opera del figlio di Maria, re Giacomo VI e I. Al momento della salita al trono inglese nel 1603, Giacomo annunciò la sua intenzione ad unire i suoi due regni affinché non potesse diventare "colpevole di bigamia". Giacomo utilizzò la sua prerogativa reale per imporsi il titolo di "Re di Gran Bretagna" e per dare un carattere esplicitamente britannico alla sua corte e alla sua persona. Mentre Giacomo presumeva che la creazione di una piena unione fosse una conclusione scontata, il Parlamento d'Inghilterra era preoccupato che la formazione di un nuovo stato privasse l'Inghilterra delle sue antiche libertà, importando la struttura assolutistica che Giacomo aveva precedentemente impostato in Scozia. Nel frattempo, Giacomo dichiarò che la Gran Bretagna era vista "come attualmente unita, come un unico regno, e i sudditi di entrambi i regni come un unico popolo".
I parlamenti scozzese ed inglese istituirono una commissione per negoziare l'unione, formulando uno strumento di unione tra le due nazioni. Tuttavia, l'idea di un'unione politica era impopolare, e quando Giacomo lasciò perdere la politica di un'unione veloce, l'argomento scomparve silenziosamente dall'agenda politica. Quando la Camera dei Comuni tentò di resuscitare la proposta nel 1610, incontrò un'ostilità molto più aperta.

#### L'unione durante l'interregno

Bandiera del Commonwealth d'Inghilterra.

La Lega Solenne e i Covenanti nel 1643 cercarono di ottenere un'unione forzata della Chiesa d'Inghilterra con la Chiesa di Scozia, e anche se i covenanti si riferirono ripetutamente ad un'unione tra i tre regni di Inghilterra, Scozia e Irlanda, l'unione politica non fu mai nominata ufficialmente.
Dopo la guerra civile inglese, in cui i covenanti avevano combattuto per il Re, Oliver Cromwell occupò la Scozia ed iniziò il processo di creazione di una Unione "Britannica Devota" tra gli ex regni. Nel 1651 il Parlamento d'Inghilterra emanò la cosiddetta Offerta di Unione, che sosteneva l'incorporazione della Scozia all'interno del Commonwealth ed inviò commissari in Scozia con lo scopo preciso di assicurare il sostegno all'Unione, che ebbe l'assenso dei Commissari (i membri del Parlamento) in Scozia. Il 12 aprile 1654 Cromwell, che si definiva Lord protettore di Inghilterra, Scozia e Irlanda, emanò "Un'Ordinanza del Protettore per l'Unione di Inghilterra e Scozia", che creò il Commonwealth di Inghilterra, Scozia e Irlanda. L'ordinanza fu ratificata dal Parlamento con un Atto di Unione, il 26 giugno 1657. Un Parlamento unito si riunì a Westminster, con 30 rappresentanti della Scozia e 30 dell'Irlanda, che andarono ad unirsi ai deputati dell'Inghilterra esistenti. Anche se nel nuovo Commonwealth vi era libertà di commercio, i benefici economici non furono in genere avvertiti a causa della pesante tassazione imposta per pagare il New Model Army di Cromwell.
Questa unione fu sciolta automaticamente con la restaurazione di Carlo II ai troni di Inghilterra e Scozia. I membri scozzesi espulsi dal Parlamento del Commonwealth cercarono invano di continuare l'unione. L'unione di Cromwell aveva sollevato simultaneamente interesse e sospetti verso il concetto di unione e quando Carlo II tentò di ricrearla compiendo l'opera di suo nonno nel 1669, i negoziati tra i Commissari si arenarono.

#### Tentativi successivi
Un progetto di unione con la Scozia avvenne nel 1670 e fu poi abbandonato.
A seguito della gloriosa rivoluzione del 1688, i registri del Parlamento di Scozia mostrano diverse discussioni su una possibile unione. Guglielmo III e Maria II, anche se sostenevano l'idea, non avevano interesse nel permettere che ciò ritardasse la loro incoronazione. La spinta verso questa unione ad incorporazione venne quasi interamente da Guglielmo, che temeva di lasciare la Scozia aperta ad una invasione francese. Negli anni dopo il 1690, la posizione economica della Scozia peggiorò, e le relazioni tra Scozia e Inghilterra divennero più difficili. Nel decennio successivo, tuttavia, l'unione divenne un argomento importante e centrale del dibattito politico.

### Il trattato e l'approvazione dell'Atto nel 1707

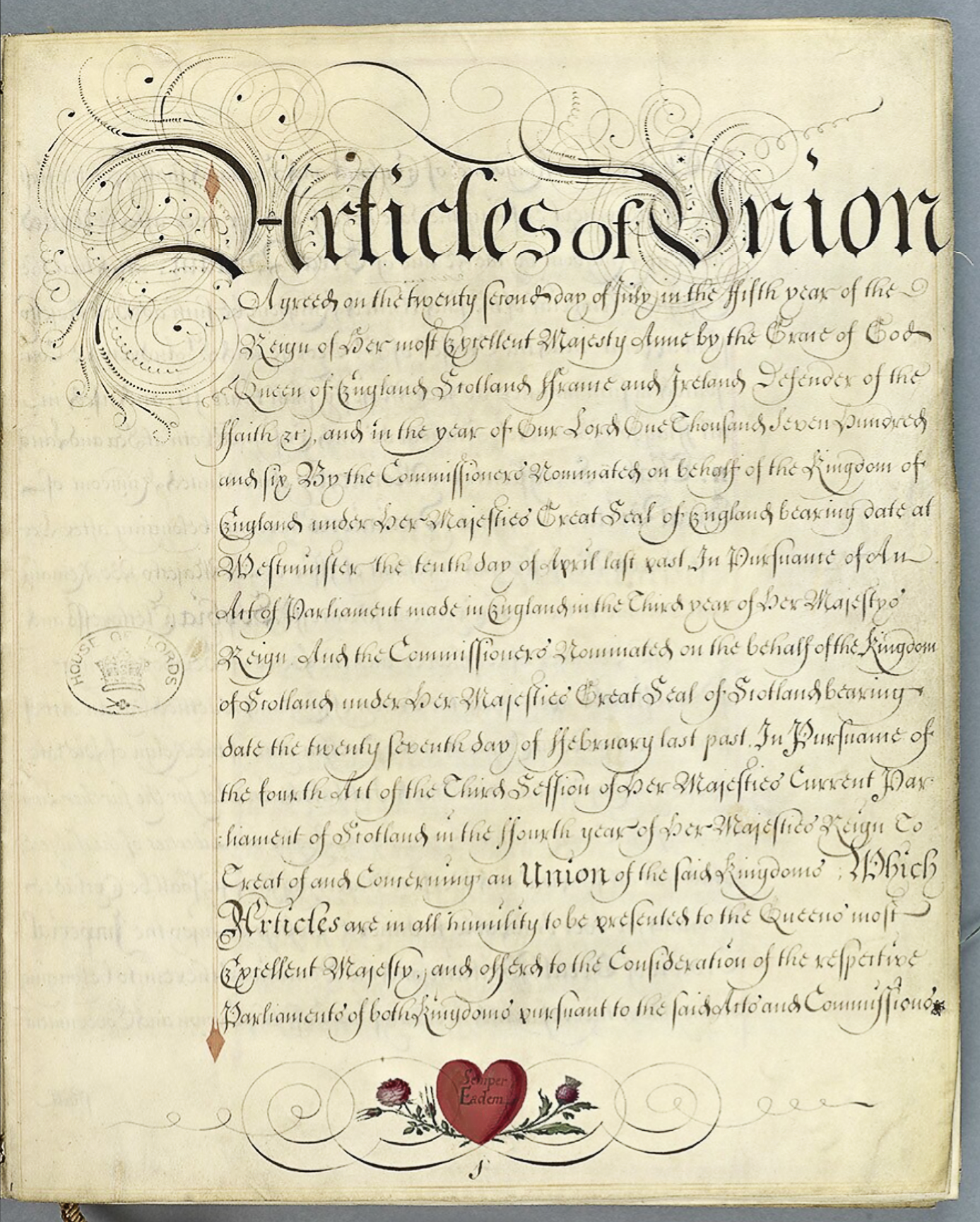
"Articoli di Unione con la Scozia", 1707

Una politica di integrazione più stretta fu perseguita dalla Regina Anna dal momento in cui accedette al trono, nel 1702. Sotto la guida della regina e dei ministri di entrambi i regni, i parlamenti di Inghilterra e Scozia acconsentirono a partecipare a liberi negoziati per un trattato di unione nel 1705.
Entrambe le nazioni nominarono 31 commissari per gestire i negoziati; gran parte dei commissari scozzesi erano favorevoli all'unione, e circa la metà erano ministri del governo ed altri detentori di cariche pubbliche. Alla testa della lista vi era Queensberry, ed il Lord Cancelliere di Scozia, il Conte di Seafield. Tra i commissari inglesi vi erano il Lord gran tesoriere, il Conte di Godolphin, il Lord Custode del Gran Sigillo, il Barone Cowper, e un gran numero di whig che sostenevano l'unione. I tories non erano favorevoli all'unione, e solo uno di essi figurava tra i commissari.
I negoziati tra i commissari inglesi e scozzesi ebbero luogo tra il 16 aprile ed il 22 luglio 1706 al teatro Cockpit a Londra. Ogni parte in causa portò le proprie istanze; in pochi giorni, l'Inghilterra ottenne la garanzia che la dinastia degli Hannover sarebbe succeduta alla regina Anna sul trono scozzese, e la Scozia ottenne la garanzia di accesso al mercato coloniale, nella speranza di essere posta su un piano di equità nel campo dei commerci.
Dopo che i negoziati furono giunti al termine nel luglio 1706, gli atti dovevano essere ratificati da entrambi i Parlamenti. In Scozia, circa 100 dei 227 membri del Parlamento di Scozia sostenevano il Partito di Corte. Per i voti extra di cui avevano bisogno, i whig poterono fare affidamento sui 25 membri dello "Squadrone Volante", guidato da James Graham, I duca di Montrose e dal Duca di Roxburghe. Gli oppositori includevano diverse fazioni e indipendenti, come il Duca di Hamilton, Lord Belhaven e Andrew Fletcher, che si schierarono animatamente contro l'unione. Il Partito di Corte riceveva fondi consistenti dall'Inghilterra e dal Tesoro, e ne facevano parte molti che avevano accumulato debiti a seguito del disastro di Darién.
In Scozia, James Douglas, II duca di Queensberry fu il principale responsabile dell'approvazione dell'unione da parte del Parlamento di Scozia; in Scozia egli ricevette molte critiche da parte dei residenti locali, ma in Inghilterra fu acclamato per la sua azione. Circa metà dei fondi provenienti da Westminster furono trattenuti dal duca, che nell'aprile 1707 si spostò a Londra per partecipare alle celebrazioni presso la corte reale, e fu salutato da gruppi di nobili e di borghesi lungo la strada. Da Barnet, la strada fu piena di gente festante, e al suo arrivo a Londra si era formata una grande folla. Il 17 aprile il duca fu ricevuto dalla regina a Kensington Palace.

## Retroscena
Benché ci fossero stati tre tentativi nel 1606, 1667 e nel 1689 di unire i due paesi da atti del Parlamento, questo fu il primo Atto che ebbe l'appoggio di entrambe le parti politiche, sebbene per ragioni piuttosto diverse. Dal lato inglese, il fine fu di proseguire la linea protestante della successione regale nella stessa maniera decisa dall'inglese Act of Settlement del 1701, piuttosto che quello scozzese Atto di Sicurezza del 1704. Le due nazioni avevano condiviso un re per una gran parte del secolo precedente. Gli inglesi adesso erano preoccupati che una Scozia indipendente con un re diverso, nonostante fosse un protestante, potesse stringere alleanze contro l'Inghilterra.
Dal lato scozzese, l'unione permetteva alla Scozia di riprendersi dal disastro finanziario creato dallo Schema di Darién tramite l'aiuto inglese e di eliminare le misure poste in essere attraverso l'Atto degli Stranieri, dal Parlamento inglese, per forzare il Parlamento scozzese in conformità all'Act of Settlement.
Il trattato consisteva di 25 articoli, 15 dei quali erano di carattere economico. In Scozia, ogni articolo fu votato separatamente e diverse clausole negli articoli vennero delegate a sottocommissioni separate. L'articolo 1 del trattato era basato sul principio politico di una unione per incorporazione e fu passato da una maggioranza di 116 voti a 83 il 4 novembre 1706. Al fine di minimizzare l'opposizione della Chiesa di Scozia, fu approvato anche un atto per assicurare la struttura presbiteriana della Chiesa, dopo il quale la Chiesa mise fine ad ogni opposizione aperta, nonostante rimanesse un'ostilità ai livelli più bassi del clero. Il trattato nel suo insieme venne infine ratificato il 16 gennaio 1707 da una maggioranza di 110 voti a 69.
La fondamentale stabilità del trattato nel Parlamento scozzese può essere attribuita più alla debolezza e alla mancanza di coesione tra i vari gruppi di opposizione nella Camera in confronto alla forza dei favorevoli all'incorporazione. I voti combinati del "Court party" con la maggioranza del "Squadrone Volante" furono sufficienti ad assicurare il passaggio finale del trattato alla Camera. Molti membri furono coinvolti pesantemente dallo Schema di Darién e credevano di ricevere una compensazione per le loro perdite; l'Articolo 14 garantì 398 085,10 sterline inglesi alla Scozia per assicurarsi la lealtà verso il debito nazionale inglese. Essenzialmente, venne usato come mezzo di compensazione per gli investitori in Darién.
La persuasione finanziaria fu prevalente: 20 000 sterline inglesi (240 000 sterline scozzesi) furono inviate alla Scozia per essere distribuite dal conte di Glasgow. Il secondo duca di Queensberry, James Douglas, il commissario della Regina nel Parlamento, ricevette £ 12 325, la maggioranza del fondo. Una parte di esso fu usato per ingaggiare spie, come Daniel Defoe; il suo primo rapporto fu una vivida descrizione di violente dimostrazioni contro l'Unione. «Una marmaglia scozzese della peggior specie,» egli riportò, «per ogni scozzese a favore erano in 99 contrari». Anni dopo John Clerk di Penicuik, un capo degli Unionisti, scrisse nelle sue memorie che:
« Defoe era una spia tra di noi, ma non era risaputo, altrimenti la folla di Edimburgo l'avrebbe fatto a pezzi».
Defoe ricordò che fu ingaggiato da Robert Harley.
L'Atto di Unione era lontano dall'essere universalmente popolare in Scozia, particolarmente tra la popolazione generale. Diverse petizioni furono inviate dal Parlamento scozzese dopo l'unione, e c'erano proteste massicce in Edimburgo e diverse altre città scozzesi nel giorno in cui venne ratificato, e minacce di diffuse agitazioni civili portarono all'imposizione della legge marziale dal Parlamento. Sir George Lockhart di Carnwath, un giacobita e l'unico membro del gruppo di negoziazione scozzese che non era a favore dell'incorporazione, notò che «L'intera nazione sembra contro l'unione». Sir John Clerk di Penicuik, un ardente unionista e negoziatore dell'unione, osservò che il trattato era «contrario alle inclinazioni di almeno tre quarti del Regno».